# زیراندول
زیراندول یکی از روستاهای شهرستان بوکان در استان آذربایجان غربی است. این روستا در غرب این شهرستان و در منطقه موسوم ایل گورک قرار دارد. واژه «زیراندول» را برگرفته از واژگان زیر (زر، جواهرات) و دول (دره) به معنی «دره پر از جواهرات» که اشاره‌ای به آثار باستانی این منطقه دارد دانسته‌اند.